# أندرياس هاغن (صحفي)
أندرياس هاغن (بالنرويجية البوكمول: Andreas Hagen)‏ هو صحفي ومحرر نرويجي، ولد في 9 فبراير 1924، وتوفي في 29 سبتمبر 2011.